# Laura Peperara
Laura Peperara, o Peverara (Mantova, 1563 – Ferrara, 29 dicembre 1600), è stata una cantante, arpista e danzatrice italiana.

## Biografia
Laura Peperara nacque a Mantova molto probabilmente nell'estate del 1563. Sua madre, Margherita Costanzi (ca 1541-1589), figlia di Annibale Costanzi (m. 1558), militare di origine napoletana e comandante dei cavalleggeri del duca Federico II Gonzaga, era dama della duchessa Margherita Paleologa. e sposò nel settembre del 1559 Vincenzo Peveraro (1531-1622), letterato al servizio della famiglia Gonzaga, figlio del mercante mantovano Guglielmo Peveraro (1482-1562).
Figlia unica, Laura fu certamente istruita nelle lettere e nella lingua latina dal padre. Cresciuta nell'ambiente della corte mantovana, è possibile che la sua educazione musicale le fosse impartita unitamente ai giovani Vincenzo, Margherita e Anna, i figli del duca Guglielmo Gonzaga, noto appassionato di musica e compositore egli stesso. E poiché il duca si avvaleva allora dei servizi del maestro di cappella Giaches de Wert, fu probabilmente questo musicista fiammingo il maestro di musica e canto di Laura.

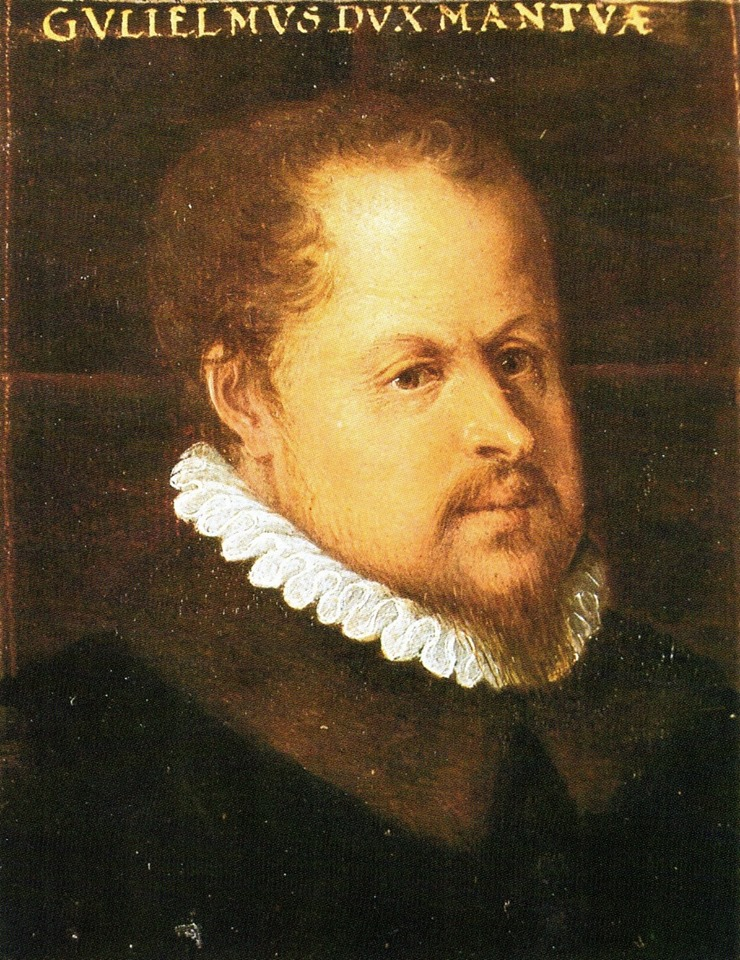
Anonimo: Guglielmo Gonzaga

È poi possibile che suo maestro di arpa, strumento preferito da Laura, sia stato il virtuoso Abramo dell'Arpa (1503-1587), o anche il nipote Abramino, appartenenti a una famiglia di arpisti in quel tempo molto noti e attivi a Mantova. Quanto alla danza, era rinomato nella corte gonzaghesca un «Isacchino ebreo», danzatore, cantante e liutista che «insegnava a sonare e a ballare, certo maestrevolmente».
L'ammirazione per l'arte eclettica e precoce di Laura non tardò a manifestarsi: nel 1580 il principe dell'Accademia degli Innominati di Parma, nonché accademico degli Invaghiti di Mantova Muzio Manfredi (1535-1609), diede alle stampe la sua raccolta poetica Cento donne, nella quale a ciascuna donna diversa è dedicato un sonetto. Alla «Signora Laura Peverara» è dedicato il sonetto LIII:
Al 1580 risale anche una raccolta poetico-musicale a lei dedicata, costituita da sedici sonetti, tre madrigali, una canzonetta e un'ottava, messi in musica a cinque e sei voci da prestigiosi compositori, quali Marc'Antonio Ingegneri, Claudio Merulo, Luca Marenzio, Orazio Vecchi, Orlando di Lasso, Giovanni Gabrieli, Alessandro Striggio e altri ancora. Le composizioni sono raccolte nel cosiddetto manoscritto 220, composto a cura dei Filarmonici di Verona e tuttora conservato in quell'Accademia, e costituiscono la prova del notevole successo goduto dall'arte della giovanissima Peperara anche fuori dalla nativa Mantova.
Laura si esibì a Verona probabilmente nel 1578, magari in occasione dell'anniversario della fondazione dell'Accademia, avvenuta il 1º maggio 1543: i buoni rapporti con il duca Guglielmo, che si recò a Verona almeno due volte nel corso di quell'anno, unitamente alla sua passione per la musica, possono aver favorito la partecipazione di Laura a quell'avvenimento.

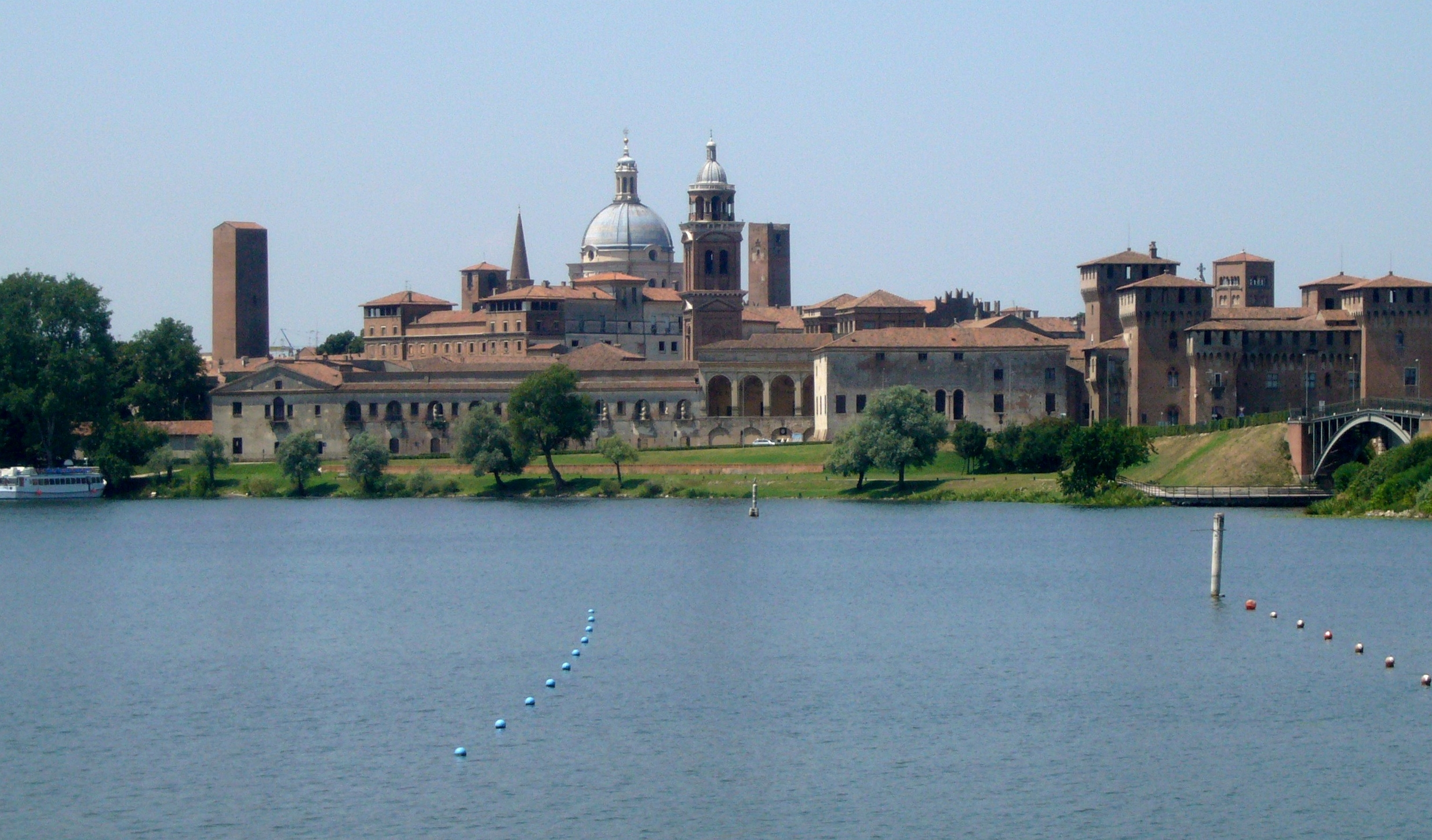
La città di Mantova vista dal fiume Mincio

Apre il manoscritto il sonetto Mentre Laura gentil, musicato sia dall'Ingegneri che dal Merulo:
In questo sonetto si parla di «meraviglie tra noi non viste anchora», così come il Manfredi aveva scritto di «meraviglie nove accolte in ella»: probabilmente si allude alla novità rappresentata dall'esibizione di una solista che cantava accompagnandosi con l'arpa.
Nel sonetto Alma Città, musicato dallo Striggio, si loda la sua «angelica bellezza e pellegrina» e «il doce riso e 'l canto», mentre nel Pianta cara e gentil, musicato dal Carteri, Laura è definita niente meno che «secondo honor de la Città di Manto», dopo Virgilio. In quasi tutti i testi si ripetono, nel solco della tradizione petrarchesca, i giochi di parole tra Laura, l'aura e il lauro, e continue sono le lodi alla città di Mantova e al Mincio che la circonda.
Gli accademici autori dei testi poetici del manoscritto non sono stati identificati, tranne Alberto Lavezzola, che scrisse i sonetti Passa 'l pensier e Se da lunge scaldar, e dedicò «alla Signora Laura Peverari Gentildonna, et nelle lettere, et nella musica mirabilissima» altri due sonetti, Udiste pur del re de' fiumi altero e Fabricai forse il fuoco horrendo e fiero. Altri omaggi dedicati a Laura in questo periodo sono le quattro odi latine dell'accademico filarmonico Federico Ceruti (1531-1611), Prodiit ut primum, Munere laeta - «tu hai riprodotto i diversi concerti dell'Olimpo pizzicando le corde col pollice veloce» - Docte Laura canens e Vere novo.

### A Ferrara
L'8 marzo 1580 il duca di Ferrara Alfonso II, da un anno sposo di Margherita Gonzaga, giungeva per un breve soggiorno a Mantova, dove vide «una Giovane che essendo assai bella, et oltre a ciò havendo virtù di sonare e cantare eccellentemente, gli venne desiderio di haverla a Ferrara, e giunto qua ha procurato che la Signora Duchessa la mandi a ricercar per sua Dama».
Fu così che il 18 marzo Margherita scrisse da Ferrara al padre Guglielmo, avvertendolo dell'arrivo a Mantova del «foriere maggiore e scalco» del duca Alfonso, Vespasiano Manzini da Fermo, incaricato di ottenere il suo placet al trasferimento di Laura Peperara nella corte ferrarese. Dalla risposta del 5 aprile del duca Guglielmo alla figlia - «mi troverete sempre, come son pronto a sodisfarvi» - passò poco meno di un mese e Laura, accompagnata dal padre e da una lettera di raccomandazione di Vincenzo Gonzaga per la sorella Margherita, si stabiliva a Ferrara con presumibile poca soddisfazione delle altre dame della corte estense.
Ma anche a Ferrara Laura Peperara riscosse un successo immediato: Battista Guarini le dedicò il sonetto Taccia il cielo e la Terra al novo canto riconfermando la novità rappresentata dalle esibizioni della cantante, delle quali prova a dare una rappresentazione nel madrigale Mentre vaga Angioletta, trasmessa dal poeta al duca Alfonso il 20 agosto 1581:

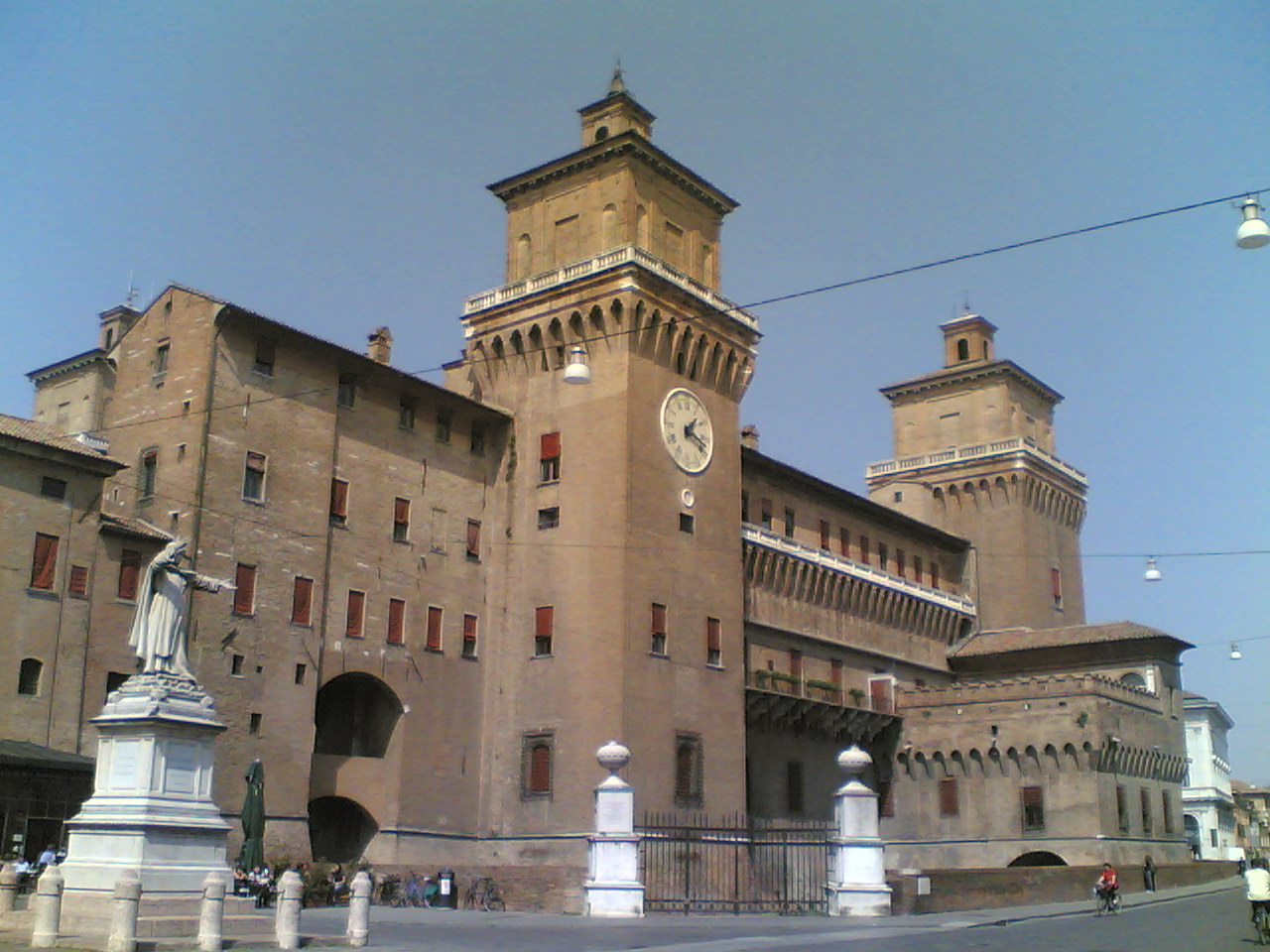
Il Castello di Ferrara, residenza dei duchi estensi

Vincenzo Giustiniani (1564-1637), scrivendo nel 1628 il suo Discorso sopra la musica de' suoi tempi, descrisse il metodo del canto delle «dame di Mantova e Ferrara», le quali facevano a gara «col moderare e crescere la voce forte o piano, assottigliandola o ingrossandola [...] ora con strascinarla, ora smezzarla, con l'accompagnamento d'un soave, interrotto sospiro, ora tirando passaggi lunghi, seguiti bene, spiccati, ora gruppi, ora a salti, ora con trilli lunghi, ora con brevi, et or con passaggi soavi e cantati piano, dalli quali talvolta all'improvviso si sentiva echi rispondere, e principalmente con azione del viso, e dei sguardi e de' gesti che accompagnavano appropriatamente la musica e i concetti, e sopra tutto senza moto della persona e della bocca e delle mani sconcioso, che non fosse indirizzato al fine per il qual si cantava, e con far spiccar bene le parole in guisa tale che si sentisse anche l'ultima sillaba di ciascuna parola [...]».

### IlConcerto delle dame

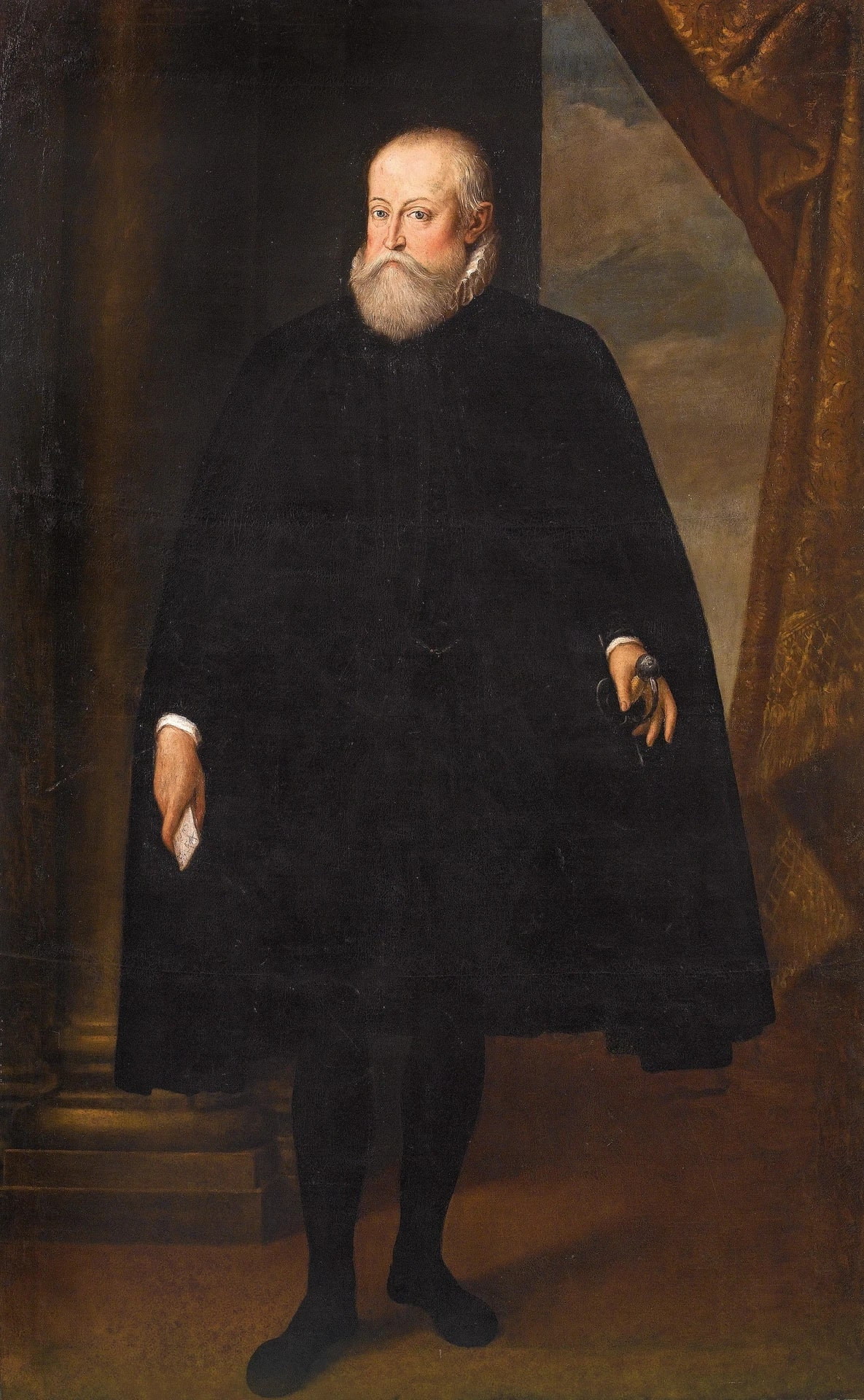
Cesare Aretusi, Alfonso II

Il duca Alfonso aveva progettato di costituire nella sua corte un complesso di voci femminili almeno fin da quando aveva ascoltato l'esibizione di Tarquinia Molza a Modena, dove si era recato in visita di Stato con la moglie Barbara d'Austria nell'ottobre del 1568.
Si sa che nell'agosto del 1571 si tenne a Brescello, sotto la direzione di Luzzasco Luzzaschi, un concerto in onore dei principi d'Austria Rodolfo ed Ernesto. Come scrive l'ambasciatore fiorentino Bernardo Canigiani, «da vespro a sera si festeggiò in corte assai reteratamente, dove ballorno i principi alla tedesca e all'italiana, e si fece uno di quei concertoni di musica di circa sessanta fra voci e istrumenti, e dietro un gravicembalo tocco dal Luzzasco, cantorno la signora Lucrezia e la signora Isabella Bendidio a solo a solo, e tutt'a due, sì bene e così gentilmente, che io non credo si possi sentir meglio».
I Bendidio appartenevano a quella piccola nobiltà ferrarese che faceva fortuna servendo la maggiore nobiltà: Lucrezia Bendidio (1547-ca 1600), allora la dama più celebrata nella corte ferrarese, era moglie del conte Baldassarre Macchiavelli e amante del cardinale Luigi d'Este, la sorella Isabella sposò nel 1573 il marchese Cornelio Bentivoglio, un'altra sorella, Taddea, si unì al poeta Battista Guarini - dai quali nacque Anna Guarini (1563-1598) - e Annina andò sposa a un cavaliere.
Lucrezia e Isabella Bendidio erano tuttavia delle dilettanti, per quanto probabilmente di valore, e con l'arrivo di Laura Peperara il duca Alfonso poté costituire un duo di autentiche cantanti ed esperte di musica, formato da Laura e da Anna Guarini: quest'ultima era stata istruita al canto dal Luzzaschi e al liuto da Ippolito Fiorini e da Alberto dall'Occa, altri due musicisti della corte di Ferrara.

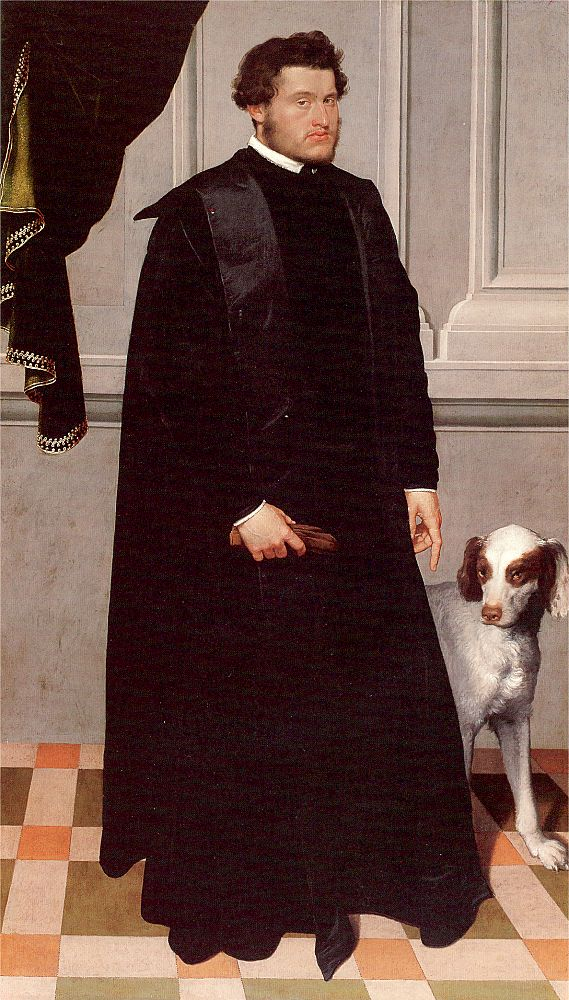
Moroni, Ludovico Madruzzo

Ad esse il duca volle aggiungere un personaggio controverso, il napoletano Giulio Cesare Brancaccio, un militare spaccone e avventuriero bandito dalla Spagna e dalla Francia, dove Alfonso lo aveva conosciuto più di vent'anni prima alla corte di Enrico II, apprezzandone non già le inesistenti virtù di stratega militare ma le doti di cantante basso. Ne scrive il 31 ottobre 1580 l'ambasciatore Urbani al granduca Francesco de' Medici: «aspetta fra brevi giorni il Sig. Giulio Cesare Brancaccio, ma che ha fatto patto con lui che non habbia a parlare di quei suoi miracoli di guerra, ma sì bene intervenir talvolta in una musica secreta che si va preparando d'alcune Dame le quali tuttavia attendono a farci studio».
Il Brancaccio arrivò a Ferrara alla fine di dicembre. La «segretezza» testimonia la novità e l'importanza che venivano attribuite a queste prove musicali. Il duca ordinò appositamente per Laura un'arpa di recente concezione, costituita da una doppia fila di corde, e per il Brancaccio un liuto non a sei corde, com'erano solitamente, ma a otto, «come li suol fare perfettissimi un Maestro Tedesco ch'è in Padova nomato Mastro Venere Alberti». Come scrisse lo stesso Brancaccio al cardinale Luigi d'Este, doveva essere un liuto ordinario «quanto alla grandezza, et que' dui ordini bassi più delli sei costumati siano li bordoni fermi, et sonori d'una corda per ciascuno, et non di due; et infine che 'l leùto sia armonioso et argentino, cioè con suono chiaro et sonoro, et che i bassi rimbombino il più che si può».
Si ha notizia delle prime esibizioni del trio: nel febbraio del 1581 vi assiste Thomas Arundel (1560-1639), il favorito di Elisabetta d'Inghilterra, in maggio il cardinale Alessandro Farnese, e in giugno è ospite a Ferrara il principe e cardinale Ludovico Madruzzo, che assiste a un concerto «facendo le meraviglie della voce, del suono e della maniera di quella Dama Mantovana chiamata la Peverara» che è «la causa di tutta la dilettazione». In ottobre il cardinale Gianfrancesco Gambara, nipote della poetessa Veronica, visita la città e il cavalier Giacomo Grana informa il cardinale Luigi d'Este delle feste date in suo onore, che se ne stette a «mirare la vista con quelle manone di quella gentil Dama», ossia della Peperara.
Ai concerti partecipava anche il Brancaccio che tuttavia in autunno partì per Venezia, dove l'editore Vittorio Baldini gli stampò la sua traduzione del De bello gallico: ritornerà a Ferrara solo la successiva primavera, quando alla Peperara e ad Anna Guarini si era aggiunta, dal febbraio 1582, anche Livia d'Arco. Il duca Alfonso non nascondeva il suo malumore per l'assenza del gentiluomo napoletano che credeva di «far gran cose in questi libri che vuol imparare al mondo di guerreggiare».

## Discografia
- Il primo lauro. Madrigali in onore di Laura Peperara, Il Canto d'Orfeo, Gianluca Capuano (dir), note introduttive di Michele Magnabosco,(collana Biblioteca in Musica, 2), 2 Cd, Verona, Accademia Filarmonica di Verona, 2009
- Madrigali per Laura Peperara, musiche di Lodovico Agostini, Girolamo Frescobaldi, Luzzasco Luzzaschi, Paolo Virchi e Giaches de Wert; Silvia Frigato e Miho Kamiya soprani, Silvia Rambaldi clavicembalo, CD, Tactus, TC 53001, Italia, 2010